# Bibliothek des Niedersächsischen Landtags
Die Bibliothek des Niedersächsischen Landtags in Hannover ist die Parlamentsbibliothek des Niedersächsischen Landtags.

## Aufgaben
Die Bibliothek des Niedersächsischen Landtags dient der Informationsversorgung der Abgeordneten, der Fraktionen und der Landtagsverwaltung.

## Geschichte
1947 wurde die Bibliothek gegründet. Sie war anfangs in der Stadthalle Hannovers untergebracht. 1961 erfolgt der Umzug in das Leineschloss. In den Jahren 2010 und 2011 wurde die Bibliothek umfassend neu gestaltet. Sie nimmt Teil am Hannoverschen Online-Bibliothekssystem und ist Mitglied in der Arbeitsgemeinschaft Niedersächsischer Behördenbibliotheken.

## Bestände
Die Bibliothek hält 137.600 Medieneinheiten und 600 laufende Zeitschriften vor. Inhaltliche Schwerpunkte sind juristische und politische Literatur sowie Publikationen zur Landeskunde Niedersachsens. Eine Besonderheit im Bestand ist die Stenografische Sammlung, in der sich ca. 500 Monografien und über 50 Zeitschriften zur Geschichte und Entwicklung der Stenografie zu finden sind.